# Stanley Burnshaw
Stanley Burnshaw (* 20. Juni 1906 in New York City; † 15. September 2005 auf Martha’s Vineyard, Massachusetts) war ein US-amerikanischer Lyriker, Kritiker, Verleger, Herausgeber und Autor.

## Werke
- Caged in an Animal's Mind. 1963.
- The Iron Land.
- The Bridge.
- The Sunless Sea.
- Early and Late Testament.
- The Collected Poems and Selected Prose (Harry Ransom Humanities Research Centre Imprint Series). University of Texas Press 2002, ISBN 0292709099.